# Pripovedna pesem
Pripovedna pesem ali epska pesnitev je vsaka pesnitev, ki opeva zunanje dogodke in nima značilnih potez romance ali balade.
Slog v pripovedni pesnitvi je navadno lagodnejši kot v romancah in baladah, pripovedovanje je obširnejše. Po vsebini so pripovedne pesmi zelo različne. Imamo jih v ljudskem in umetnem pesništvu.
Včasih je več pripovednih pesmi povezanih v venec ali ciklus. Venec ali ciklus obravnav pod skupnim naslovom sorodno snov v različnih situacijah in včasih tudi v različni pesniški obliki. (na primer Stritar, Raja; Aškerc, Stara pravda.)

## Značilnosti epske pesnitve
- Poezija z drugo besedo verzifikacija pomeni v širšem pomenu vso književnost v vezani obliki. Ožji pomen pa poezijo enači s pesmijo.
- Za pesemska besedila je značilna vezana beseda in enakomerno zaporedje poudarjenih in nepoudarjenih zlogov.
- Poznamo pripovedne ali epske pesmi, med katere spada tudi delo Pedenj-človek in laket-brada, kako sta se metala in izpovedne ali lirske pesmi.
- Beseda epika izhaja iz grške besede epos, ki pomeni beseda, govor, pripoved ali epska pesnitev.
- Epske pesmi pomenijo ubeseditev zunanjega predmetnega sveta.

### V epski pesnitvi poznamo več vrst motivov
- Nazadujoči (regresivni) (nemško Rückwärtsschreitende), ki dejanja oddaljijo od njihovih ciljev
- Zaviralni (Retardierende), ki zaustavijo potek dogajanja ali podaljšajo pot
- Nazaj segajoče (Zurückgreifende), ki v sedanji čas prikličejo pretekle dogodke
- Naprej segajoče (Vorgreifende), ki predvidevajo, kaj se bo dogajalo po pesnitvi